# Lista över antalet världsarv efter land

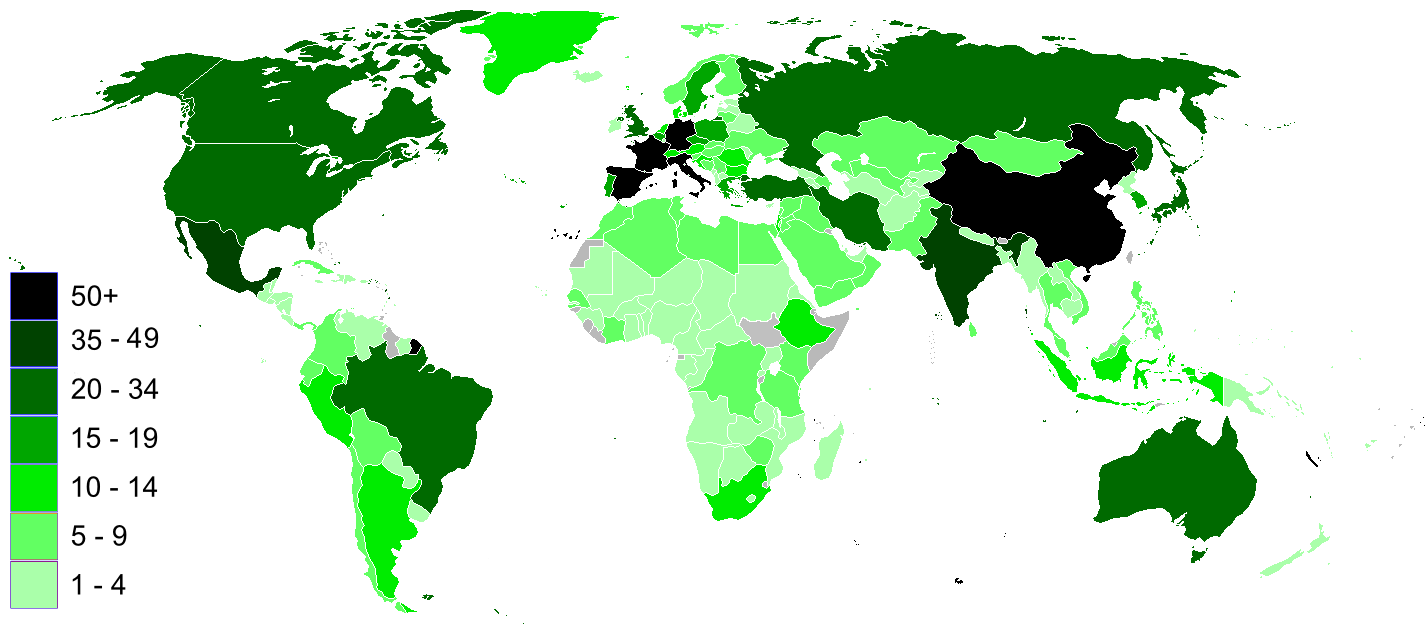
Världsarven per land 2024

Efter världsarvskommitténs möte i juni 2013 finns det totalt 962 världsarv i 157 "stater till konventionen". de länder som signerad och ratificerat the Världsarvskonventionen. Av de 962 världsarven är 745 kulturarv, 188 är naturarv och 29 både kultur- och naturarv. Länderna har här delats in efter FN:s fem geografiska områden: Afrika, Arabstaterna, Asien-Stilla havet, Europa & Nordamerika, and Latinamerika & Karibien.
| Land                         | Kulturarv | Naturarv | Kultur och Naturarv | Totalt antal | Geografiskt område           |
| ---------------------------- | --------- | -------- | ------------------- | ------------ | ---------------------------- |
| Afghanistan                  | 2         |          |                     | 2            | Asien-Stilla havet           |
| Albanien                     | 2         |          |                     | 2            | Europa & Nordamerika         |
| Algeriet                     | 6         |          | 1                   | 7            | Arabstaterna                 |
| Andorra                      | 1         |          |                     | 1            | Europa & Nordamerika         |
| Argentina                    | 4         | 4        |                     | 8            | Latinamerika & Karibien      |
| Armenien                     | 3         |          |                     | 3            | Europa & Nordamerika         |
| Australien                   | 3         | 12       | 4                   | 19           | Asien-Stilla havet           |
| Azerbajdzjan                 | 2         |          |                     | 2            | Europa & Nordamerika         |
| Bahrain                      | 2         |          |                     | 2            | Arabstaterna                 |
| Bangladesh                   | 2         | 1        |                     | 3            | Asien-Stilla havet           |
| Barbados                     | 1         |          |                     | 1            | Latinamerika & Karibien      |
| Belgien                      | 11        |          |                     | 11           | Europa & Nordamerika         |
| Belize                       |           | 1        |                     | 1            | Latinamerika & Karibien      |
| Benin                        | 1         |          |                     | 1            | Afrika                       |
| Bolivia                      | 5         | 1        |                     | 6            | Latinamerika & Karibien      |
| Bosnien och Hercegovina      | 2         |          |                     | 2            | Europa & Nordamerika         |
| Botswana                     | 1         |          |                     | 1            | Afrika                       |
| Brasilien                    | 12        | 7        |                     | 19           | Latinamerika & Karibien      |
| Bulgarien                    | 7         | 2        |                     | 9            | Europa & Nordamerika         |
| Burkina Faso                 | 1         |          |                     | 1            | Afrika                       |
| Centralafrikanska republiken |           | 2        |                     | 2            | Afrika                       |
| Chile                        | 5         |          |                     | 5            | Latinamerika & Karibien      |
| Colombia                     | 5         | 2        |                     | 7            | Latinamerika & Karibien      |
| Costa Rica                   |           | 3        |                     | 3            | Latinamerika & Karibien      |
| Cypern                       | 3         |          |                     | 3            | Europa & Nordamerika         |
| Danmark                      | 3         | 1        |                     | 4            | Europa & Nordamerika         |
| Kongo-Kinshasa               |           | 5        |                     | 5            | Afrika                       |
| Dominica                     |           | 1        |                     | 1            | Latinamerika & Karibien      |
| Dominikanska republiken      | 1         |          |                     | 1            | Latinamerika & Karibien      |
| Ecuador                      | 2         | 2        |                     | 4            | Latinamerika & Karibien      |
| Egypten                      | 6         | 1        |                     | 7            | Arabstaterna                 |
| Elfenbenskusten              | 1         | 3        |                     | 4            | Afrika                       |
| El Salvador                  | 1         |          |                     | 1            | Latinamerika & Karibien      |
| Estland                      | 2         |          |                     | 2            | Europa & Nordamerika         |
| Etiopien                     | 8         | 1        |                     | 9            | Afrika                       |
| Fiji                         | 1         |          |                     | 1            | Asien-Stilla havet           |
| Filippinerna                 | 3         | 2        |                     | 5            | Asien-Stilla havet           |
| Finland                      | 6         | 1        |                     | 7            | Europa & Nordamerika         |
| Frankrike                    | 34        | 3        | 1                   | 38           | Europa & Nordamerika         |
| Förenade arabemiraten        | 1         |          |                     | 1            | Afrika                       |
| Gabon                        |           |          | 1                   | 1            | Afrika                       |
| Gambia                       | 2         |          |                     | 2            | Afrika                       |
| Georgien                     | 3         |          |                     | 3            | Europa & Nordamerika         |
| Ghana                        | 2         |          |                     | 2            | Afrika                       |
| Grekland                     | 15        |          | 2                   | 17           | Europa & Nordamerika         |
| Guatemala                    | 2         |          | 1                   | 3            | Latinamerika & Karibien      |
| Guinea                       |           | 1        |                     | 1            | Afrika                       |
| Haiti                        | 1         |          |                     | 1            | Latinamerika & Karibien      |
| Honduras                     | 1         | 1        |                     | 2            | Latinamerika & Karibien      |
| Indien                       | 24        | 6        |                     | 30           | Asien-Stilla havet           |
| Indonesien                   | 4         | 4        |                     | 8            | Asien-Stilla havet           |
| Irak                         | 3         |          |                     | 3            | Arabstaterna                 |
| Iran                         | 16        |          |                     | 15           | Asien-Stilla havet           |
| Irland                       | 2         |          |                     | 2            | Europa & Nordamerika         |
| Island                       | 1         | 1        |                     | 2            | Europa & Nordamerika         |
| Israel                       | 7         |          |                     | 7            | Europa & Nordamerika         |
| Italien                      | 45        | 4        |                     | 49           | Europa & Nordamerika         |
| Japan                        | 13        | 4        |                     | 17           | Asien-Stilla havet           |
| Jemen                        | 3         | 1        |                     | 4            | Arabstaterna                 |
| Jerusalem                    | 1         |          |                     | 1            | Arabstaterna                 |
| Jordanien                    | 3         |          | 1                   | 4            | Arabstaterna                 |
| Kambodja                     | 2         |          |                     | 2            | Asien-Stilla havet           |
| Kamerun                      |           | 2        |                     | 2            | Afrika                       |
| Kanada                       | 8         | 9        |                     | 17           | Europa & Nordamerika         |
| Kap Verde                    | 1         |          |                     | 1            | Afrika                       |
| Kazakstan                    | 2         | 1        |                     | 3            | Asien-Stilla havet           |
| Kenya                        | 3         | 3        |                     | 6            | Afrika                       |
| Kina                         | 31        | 10       | 4                   | 45           | Asien-Stilla havet           |
| Kirgizistan                  | 1         |          |                     | 1            | Asien-Stilla havet           |
| Kiribati                     |           | 1        |                     | 1            | Asien-Stilla havet           |
| Kongo-Brazzaville            |           | 1        |                     | 1            | Afrika                       |
| Kroatien                     | 6         | 1        |                     | 7            | Europa & Nordamerika         |
| Kuba                         | 7         | 2        |                     | 9            | Latinamerika & Karibien      |
| Laos                         | 2         |          |                     | 2            | Asien-Stilla havet           |
| Lettland                     | 2         |          |                     | 2            | Europa & Nordamerika         |
| Libanon                      | 5         |          |                     | 5            | Arabstaterna                 |
| Libyen                       | 5         |          |                     | 5            | Arabstaterna                 |
| Litauen                      | 4         |          |                     | 4            | Europa & Nordamerika         |
| Luxemburg                    | 1         |          |                     | 1            | Europa & Nordamerika         |
| Madagaskar                   | 1         | 2        |                     | 3            | Afrika                       |
| Malawi                       | 1         | 1        |                     | 2            | Afrika                       |
| Malaysia                     | 2         | 2        |                     | 4            | Asien-Stilla havet           |
| Mali                         | 3         |          | 1                   | 4            | Afrika                       |
| Malta                        | 3         |          |                     | 3            | Europa & Nordamerika         |
| Marocko                      | 9         |          |                     | 9            | Arabstaterna                 |
| Marshallöarna                | 1         |          |                     | 1            | Asien-Stilla havet           |
| Mauretanien                  | 1         | 1        |                     | 2            | Arabstaterna                 |
| Mauritius                    | 2         |          |                     | 2            | Afrika                       |
| Mexiko                       | 27        | 5        |                     | 32           | Latinamerika & Karibien      |
| Moçambique                   | 1         |          |                     | 1            | Afrika                       |
| Moldavien                    | 1         |          |                     | 1            | Europa & Nordamerika         |
| Mongoliet                    | 2         | 1        |                     | 3            | Asien-Stilla havet           |
| Montenegro                   | 1         | 1        |                     | 2            | Europa & Nordamerika         |
| Namibia                      | 1         | 1        |                     | 2            | Afrika                       |
| Nederländerna                | 8         | 1        |                     | 9            | Europa & Nordamerika         |
| Nepal                        | 2         | 2        |                     | 4            | Asien-Stilla havet           |
| Nicaragua                    | 2         |          |                     | 2            | Latinamerika & Karibien      |
| Niger                        | 1         | 2        |                     | 3            | Afrika                       |
| Nigeria                      | 2         |          |                     | 2            | Afrika                       |
| Nordkorea                    | 2         |          |                     | 1            | Asien-Stilla havet           |
| Nordmakedonien               |           |          | 1                   | 1            | Europa & Nordamerika         |
| Norge                        | 6         | 1        |                     | 7            | Europa & Nordamerika         |
| Nya Zeeland                  |           | 2        | 1                   | 3            | Asien-Stilla havet           |
| Oman                         | 4         |          |                     | 4            | Arabstaterna                 |
| Pakistan                     | 6         |          |                     | 6            | Asien-Stilla havet           |
| Palau                        |           |          | 1                   | 1            | Asien-Stilla havet           |
| Palestina                    | 1         |          |                     | 1            | Arabstaterna                 |
| Panama                       | 2         | 3        |                     | 5            | Latinamerika & Karibien      |
| Papua Nya Guinea             | 1         |          |                     | 1            | Asien-Stilla havet           |
| Paraguay                     | 1         |          |                     | 1            | Latinamerika & Karibien      |
| Peru                         | 7         | 2        | 2                   | 11           | Latinamerika & Karibien      |
| Polen                        | 13        | 1        |                     | 14           | Europa & Nordamerika         |
| Portugal                     | 14        | 1        |                     | 15           | Europa & Nordamerika         |
| Qatar                        | 1         |          |                     | 1            | Arabstaterna                 |
| Rumänien                     | 1         | 6        |                     | 7            | Europa & Nordamerika         |
| Ryssland                     | 15        | 10       |                     | 25           | Europa & Nordamerika         |
| Saint Kitts och Nevis        | 1         |          |                     | 1            | Latinamerika & Karibien      |
| Saint Lucia                  |           | 1        |                     | 1            | Latinamerika & Karibien      |
| Salomonöarna                 |           | 1        |                     | 1            | Asien-Stilla havet           |
| San Marino                   | 1         |          |                     | 1            | Europa & Nordamerika         |
| Saudiarabien                 | 2         |          |                     | 2            | Arabstaterna                 |
| Schweiz                      | 8         | 3        |                     | 11           | Europa & Nordamerika         |
| Senegal                      | 5         | 2        |                     | 7            | Afrika                       |
| Serbien                      | 4         |          |                     | 4            | Europa & Nordamerika         |
| Seychellerna                 |           | 2        |                     | 2            | Afrika                       |
| Slovakien                    | 5         | 2        |                     | 7            | Europa & Nordamerika         |
| Slovenien                    | 2         | 1        |                     | 3            | Europa & Nordamerika         |
| Spanien                      | 39        | 3        | 2                   | 44           | Europa & Nordamerika         |
| Sri Lanka                    | 6         | 2        |                     | 8            | Asien-Stilla havet           |
| Storbritannien               | 23        | 4        | 1                   | 28           | Europa & Nordamerika         |
| Sudan                        | 2         |          |                     | 2            | Arabstaterna                 |
| Surinam                      | 1         | 1        |                     | 2            | Latinamerika & Karibien      |
| Sverige                      | 13        | 1        | 1                   | 15           | Europa & Nordamerika         |
| Sydafrika                    | 4         | 3        | 1                   | 8            | Afrika                       |
| Sydkorea                     | 9         | 1        |                     | 10           | Asien-Stilla havet           |
| Syrien                       | 6         |          |                     | 6            | Arabstaterna                 |
| Tadzjikistan                 | 1         | 1        |                     | 2            | Asien-Stilla havet           |
| Tanzania                     | 3         | 3        | 1                   | 7            | Afrika                       |
| Tchad                        |           | 1        |                     | 1            | Afrika                       |
| Thailand                     | 3         | 2        |                     | 5            | Asien-Stilla havet           |
| Tjeckien                     | 12        |          |                     | 12           | Europa & Nordamerika         |
| Togo                         | 1         |          |                     | 1            | Afrika                       |
| Tunisien                     | 7         | 1        |                     | 8            | Arabstaterna                 |
| Turkiet                      | 9         |          | 2                   | 11           | Europa & Nordamerika         |
| Turkmenistan                 | 3         |          |                     | 3            | Asien-Stilla havet           |
| Tyskland                     | 35        | 3        |                     | 38           | Europa & Nordamerika         |
| Uganda                       | 1         | 2        |                     | 3            | Afrika                       |
| Ukraina                      | 6         | 1        |                     | 7            | Europa & Nordamerika         |
| Ungern                       | 7         | 1        |                     | 8            | Europa & Nordamerika         |
| Uruguay                      | 1         |          |                     | 1            | Latinamerika & Karibien      |
| USA                          | 8         | 12       | 1                   | 21           | Europa & Nordamerika         |
| Uzbekistan                   | 4         |          |                     | 4            | Asien-Stilla havet           |
| Vanuatu                      | 1         |          |                     | 1            | Asien-Stilla havet           |
| Vatikanstaten                | 2         |          |                     | 2            | Europa & Nordamerika         |
| Venezuela                    | 2         | 1        |                     | 3            | Latinamerika & Karibien      |
| Vietnam                      | 5         | 2        |                     | 7            | Asien-Stilla havet           |
| Vitryssland                  | 3         | 1        |                     | 4            | Europa & Nordamerika         |
| Zambia                       |           | 1        |                     | 1            | Afrika                       |
| Zimbabwe                     | 3         | 2        |                     | 5            | Afrika                       |
| Österrike                    | 9         |          |                     | 9            | Europa & Nordamerika         |
| Summa                        | 785       | 208      | 31                  | 1024         |                              |
| (dubbletter)                 | -26       | -15      | -2                  | -43          |                              |
| Totalt                       | 759       | 193      | 29                  | 981          | 160 stater till konventionen |

## Fotnoter
1. 1 2  Världsarvet De jesuitiska missionsstationerna hos guaraniindianerna delas mellan Argentina och Brasilien.
2. 1 2  Världsarvet Beffroier i Belgien och Frankrike delas mellan Belgien och Frankrike.
3. 1 2 3  Världsarvet Sangha Trinational delas mellan Centralafrikanska republiken, Kamerun och Kongo-Brazzaville
4. 1 2  Världsarvet Talamanca Range-La Amistadreservaten / La Amistad nationalpark delas mellan Costa Rica och Panama.
5. 1 2  Världsarvet Nimbabergets naturreservat delas mellan Elfenbenskusten och Guinea.
6. 1 2 3 4 5 6 7 8 9 10  Världsarvet Struves meridianbåge delas mellan Estland, Finland, Lettland, Litauen, Norge, Moldavien, Ryssland, Sverige, Ukraina och Vitryssland.
7. 1 2  Världsarvet Höga kusten / Kvarken delas mellan Finland och Sverige.
8. 1 2 3 4 5 6  Förhistoriska pålhus i Alperna delas mellan Frankrike, Italien, Schweiz, Slovenien, Tyskland, Österrike.
9. 1 2  Världsarvet Monte Perdido i Pyrenéerna delas mellan Frankrike och Spanien.
10. 1 2  Världsarvet Stencirklarna i Senegambia delas mellan Gambia och Senegal.
11. 1 2  Världsarvet Roms historiska centrum, Vatikanstatens egendomar i Rom med extraterritoriella rättigheter och San Paolo fuori le Mura delas mellan Italien och Vatikanstaten.
12. 1 2  Världsarvet Rhätische Bahns järnvägslinjer Albulabahn och Berninabahn delas mellan Italien och Schweiz.
13. 1 2  Världsarvet Monte San Giorgio delas mellan Italien och Schweiz.
14. ↑  Världsarvet Gamla Jerusalem, som nominerades av Jordanien, ligger i den av Israel ockuperade Västbanken, redvisas därför separat.
15. 1 2  Världsarvet Kluane / Wrangell-St Elias / Glacier Bay / Tatshenshini-Alsek och Waterton Glacier internationella fredspark delas mellan Kanada och USA.
16. 1 2  Världsarvet Kuriska näset delas mellan Litauen och Ryssland.
17. 1 2  Världsarvet Uvs Nuur delas mellan Mongoliet och Ryssland.
18. 1 2  Världsarvet Vadehavet delas mellan Nederländerna och Tyskland.
19. ↑  Arabiska antilopreservatet i Oman strukits från listan.
20. 1 2  Världsarvet Muskauparken delas mellan Polen och Tyskland.
21. 1 2  Världsarvet Bialowiezaskogen delas mellan Polen och Vitryssland.
22. 1 2  Världsarvet Förhistoriska hällristningar i Côadalen och Siega Verde delas mellan Portugal och Spanien.
23. 1 2  Världsarvet Grottorna i Aggtelek karst och Slovakiska karst delas mellan Slovakien och Ungern.
24. 1 2 3  Världsarvet Bokurskogarna i Karpaterna och Tyskland delas mellan Slovakien, Tyskland och Ukraina.
25. 1 2  Världsarvet Kvicksilvret kulturarv: Almadén och Idrija delas mellan Slovenien och Spanien.
26. 1 2  Världsarvet Romarrikets yttre gränser delas mellan Storbritannien och Tyskland.
27. ↑  Elbes dalgång i Dresden strukits ur listan.
28. 1 2  Världsarvet Kulturlandskapet Fertö / Neusiedlersjön delas mellan Österrike och Ungern.
29. 1 2  Naturarvet Mosi-oa-Tunya / Victoriafallen delas mellan Zambia och Zimbabwe.